# Joe Rafferty
Joseph Rafferty, né le 6 octobre 1993 à Liverpool, est un footballeur irlandais qui joue au poste d'arrière droit pour le Rotherham United.
Il est né et a grandi dans la ville de Liverpool où il a commencé sa carrière de footballeur. Il a représenté la république d'Irlande au niveau des jeunes. Rafferty a joué au niveau international pour la république d'Irlande des moins de 18 ans et des moins de 19 ans.

## Biographie

### En club

#### Liverpool
Rafferty a passé sa carrière de jeune à Liverpool et, en 2011, il a été nommé capitaine de l'équipe des moins de 18 ans.

#### Rochdale
Il a rejoint l'équipe Rochdale, alors en quatrième division, le 2 juillet 2012. Le 4 septembre 2012, Rafferty a fait ses débuts en équipe première pour Rochdale lors d'un match d'EFL Trophy contre Fleetwood Town en tant que remplaçant à la 82e minute de Brian Barry-Murphy. Le 16 mai 2013, Rafferty a signé un nouveau contrat d'un an à Rochdale. le 8 octobre 2013, Rafferty a marqué son premier but professionnel avec une tête contre Port Vale lors de l'EFL Trophy. Le 26 avril 2014, Rafferty faisait partie de l'équipe de Rochdale qui a remporté la promotion en League One. Le 1er juillet 2014, Rafferty a conclu un nouveau contrat de deux ans prolongeant son séjour jusqu'en mai 2016.
À la fin de la saison 2016-2017, Rochdale AFC a confirmé que Rafferty avait signé un nouveau contrat de deux ans avec le club. À la fin des récompenses de la saison, Rafferty a remporté à la fois le joueur de l'année des supporters de Rochdale et le joueur de l'année du club des supporters de SMAC Dale.

#### Preston North End
Le 23 janvier 2019, Rafferty a rejoint Preston North End pour un contrat de trois ans et demi pour un montant non divulgué. Rafferty a marqué son premier but pour son club à l'extérieur contre Swansea le 17 août 2019.
Rafferty a été libéré à la fin de la saison 2021-2022.

#### Portsmouth
Le 11 juillet 2022, Rafferty a rejoint le club anglais de Portsmouth en troisième division anglaise pour un contrat de deux ans.
Il joue son premier match avec Portsmouth contre Sheffield Wednesday le 30 juillet 2022 dans le cadre de la première journée de League One.
Le 1er mai 2024, Portsmouth dans sa liste annuel de revue d'effectif, déclare qu'il est libéré cet été, à l'expiration de son contrat.

### En sélection
À Liverpool, il a été sélectionné par la république d'Irlande au niveau des moins de 18 ans, faisant ses débuts en 2010 lors du tournoi de Jerez contre la République tchèque à Prague. La saison suivante, Rafferty a représenté la république d'Irlande des moins de 19 ans.

## Palmarès

### En club
| Portsmouth FC (1)                                                    |
| - Championnat d'Angleterre de troisième division : - Champion : 2024 |